# أبو بريص
الوزغ (بالإنجليزية: Gecko) أو الوزغة ويعرف باسم البرص وكذلك باسم أبو بريص أو البريعصي أو الحردون، هو اسم لبعض زواحف رتبة الحرشفيات. تعيش في المناطق الدافئة من العالم وتنتشر في معظم قارات الأرض. يتراوح طولها من 1.6 إلى 60 سم (0.64 إلى 24 بوصة).
تعتبر الأبراص فريدة من نوعها من بين السحالي وتستخدم معظم الأبراص في عائلة البرصيات أصوات النقيق أو النقر في تفاعلاتهم الاجتماعية ، وبعض الأنواع الأخرى قادرة على إصدار أصوات الهسهسة عند الانزعاج أو التهديد. وهي المجموعة الأكثر عددا بالأنواع من السحالي ، مع وجود حوالي 1500 نوع مختلف في جميع أنحاء العالم.

## الوصف
الأبراص جلودها رقيقة ومرقطة، ألوانها بين الأحمر والأخضر اوالبني الفاتح والداكن، وبعض أنواعها، تستطيع تغيير ألوانها بغرض التمويه، كما تفعل الحرباء.

## السلوك والحواس
ينشط البرص ليلا، ويصدر أحياناً زقزقة للتواصل بواسطتها بالأبارص الأخرى، لا يوجد لحيوان ألبرص جفن ،عدا عن غشاء رقيق، يغطي العين ويقوم بلعقه باللسان لتنظيفه، وثمة أنواع منها تقوم بفصل ذيلها عن بدنها حين الإحساس بالخطر في عملية تسمى بالانشطار الذاتي، فيبقى الذيل يتلوى، فينتبه إليه المطارد ويلتهي به بينما يهرب البرص، كذلك بعضها تستطيع رش سائل كاوي من طرف ذيلها، وبعض الأنواع تستطيع التسلق، على الأجسام المصقولة، وذلك بفضل وسائد لاصقة، تتواجد على كفوف ارجلها، وهذه الخاصية لفتت لها أنظار العلماء والباحثين، وهي تتواجد في برص المنازل.

## طرق التواصل بين الأبراص
عالم الوزغ يتمتع بأسليب ذكية للحفاظ على الحياة والهروب من المفترسات الأخرى، وطرق التواصل الفريدة تندرج ضمن هذه الأساليب:

### اتصال بصري
يشتهر البرص بقدرته على التواصل من خلال الإشارات البصرية. إحدى الطرق الشائعة للتواصل البصري بين الأبراص هي لغة الجسد. يستخدمون أوضاع وحركات مختلفة للجسم لنقل رسائل مختلفة. على سبيل المثال، عندما يرفع البرص ذيله ويقوس ظهره، فإنه غالبًا ما يكون علامة على العدوان أو الإقليمية. من ناحية أخرى، عندما يسطح البرص جسمه ويمد أطرافه، فقد يكون يعرض الخضوع أو الرغبة في التزاوج. هذه الإشارات البصرية حاسمة في إنشاء التسلسل الهرمي للهيمنة وجذب الزملاء المحتملين.

### اللون التغييرات
بالإضافة إلى لغة الجسد، تتواصل الوزغات أيضًا بصريًا من خلال تغيرات اللون. تتمتع بعض أنواع البرص بقدرة ملحوظة على تغيير لون بشرتها بناءً على العوامل البيئية مثل درجة الحرارة وشدة الضوء. يخدم تغيير اللون هذا أغراضًا متعددة، بما في ذلك التمويه والتواصل. يمكن أن يغير البرص أصباغ بشرته للاندماج مع محيطه أو للإشارة إلى سلوكيات أو نوايا معينة إلى أبراص أخرى. على سبيل المثال، قد يشير العرض الساطع للألوان إلى العدوان أو الإقليمية، في حين أن التلوين الباهت قد يدل على الخضوع أو الخوف.

### النطق
في حين أن البرص معروف في المقام الأول بأساليب التواصل البصري الخاصة به، إلا أنه يمتلك أيضًا قدرات النطق. ومع ذلك، على عكس بعض الزواحف الأخرى التي تصدر صيحات أو أغاني صاخبة، فإن أصوات البرص ناعمة وخفية نسبيًا. وعادة ما تستخدم هذه الأصوات أثناء طقوس المغازلة أو كإشارات تحذير. غالبًا ما يصدر ذكور البرص أصوات النقيق أو النقر لجذب الإناث خلال موسم التزاوج. في المقابل، تصدر بعض الأنواع أصوات هسهسة عندما تشعر بالتهديد أو ترغب في درء الحيوانات المفترسة المحتملة.

### حركات الذيل
جانب آخر مثير للاهتمام من التواصل مع البرص هو استخدامها لحركات الذيل كشكل من أشكال الإشارة. يتمتع البرص بالقدرة على تحريك ذيولهم بطرق مختلفة، والتي يمكن أن تنقل رسائل مختلفة إلى أنواع مختلفة.
على سبيل المثال، غالبًا ما ترتبط الحركة السريعة من جانب إلى آخر مع العروض الإقليمية أو العدوان. من ناحية أخرى، قد يشير التأرجح البطيء واللطيف للذيل إلى الاسترخاء أو الرضا. باستخدام ذيولهم كإشارات بصرية، يمكن لطيور البرص توصيل نواياهم وعواطفهم بشكل فعال داخل مجموعاتهم الاجتماعية. بشكل عام، تستخدم الأبراص مزيجًا من الإشارات البصرية وتغييرات اللون والأصوات وحركات الذيل للتواصل مع بعضها البعض. تلعب طرق الاتصال هذه أدوارًا حاسمة في إنشاء التسلسلات الهرمية الاجتماعية، وجذب الزملاء، وضمان البقاء في موائلهم.
من خلال تلك الأساليب في التواصل تصعب عمليات محاولة القضاء على البرص مما يساعده على النمو والتكاثر دون معوقات.

## الغذاء
البرص يصطاد البعوض والفراش وصغار الحشرات.

## وصلات خارجية
http://www.nabilkhalil.org/reptiles009.html